# Stiletta mesai
Stiletta mesai är en insektsart som beskrevs av Kenneth Hedley Lewis Key 1979. Stiletta mesai ingår i släktet Stiletta och familjen Morabidae. Inga underarter finns listade i Catalogue of Life.